# قنطرة (عمارة)

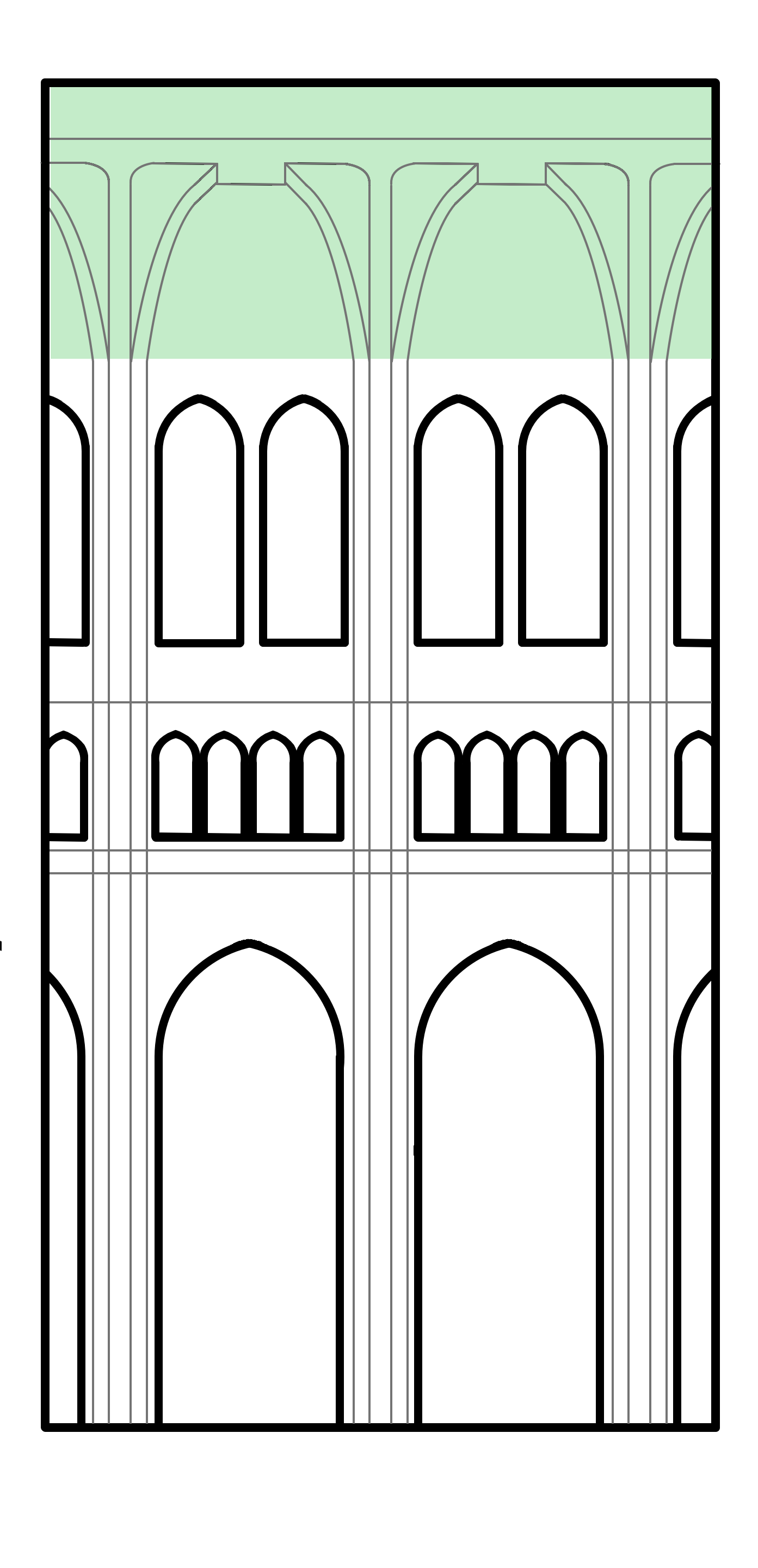
قناطر.

العَقْد أو القَنْطَرة أو هي هيكل تسقيفي معماري مكور من الداخل. من الناحية الإنشائية تعمل القنطرة كوحدة واحدة تنقل الأحمال من هيكل السقف إلى الجدران أو الأعمدة الجسور التي يستند إليها. القنطرة هي من أقدم وسائل التسقيف ولها كفاءة ومقاومة عالية لذا تغطى بها المساحات الواسعة.
تكون القنطرة على عدة أنواع:

## الطاق أو القبو الطويل أو الأسطواني
وهو أبسط الأنواع وإن لم يكن أكثرها انتشارا. يتكون من هيكل على شكل نصف اسطوانة مجوفة يستخدم لتغطية الغرف المستطيلة، يمكن تخيله كقوس مكرر على طول السقف. القيو يكون غالبا ضخما جدا وثقيل الوزن لذا يحتاج إلى دعم قوي، حين يكون تحت الأرض توفر الأرض الدعم الضروري ولكن حين يرتفع عن سطح الأرض يحتاج إلى جدران سميكة وقوية تسنده من الجانبين الطويلين.
أقدم طاق أو قبو أسطواني وجد حتى الآن كان في نيبور في العراق بناه السومريون تحت الزقورة في القرن السادس قبل الميلاد.

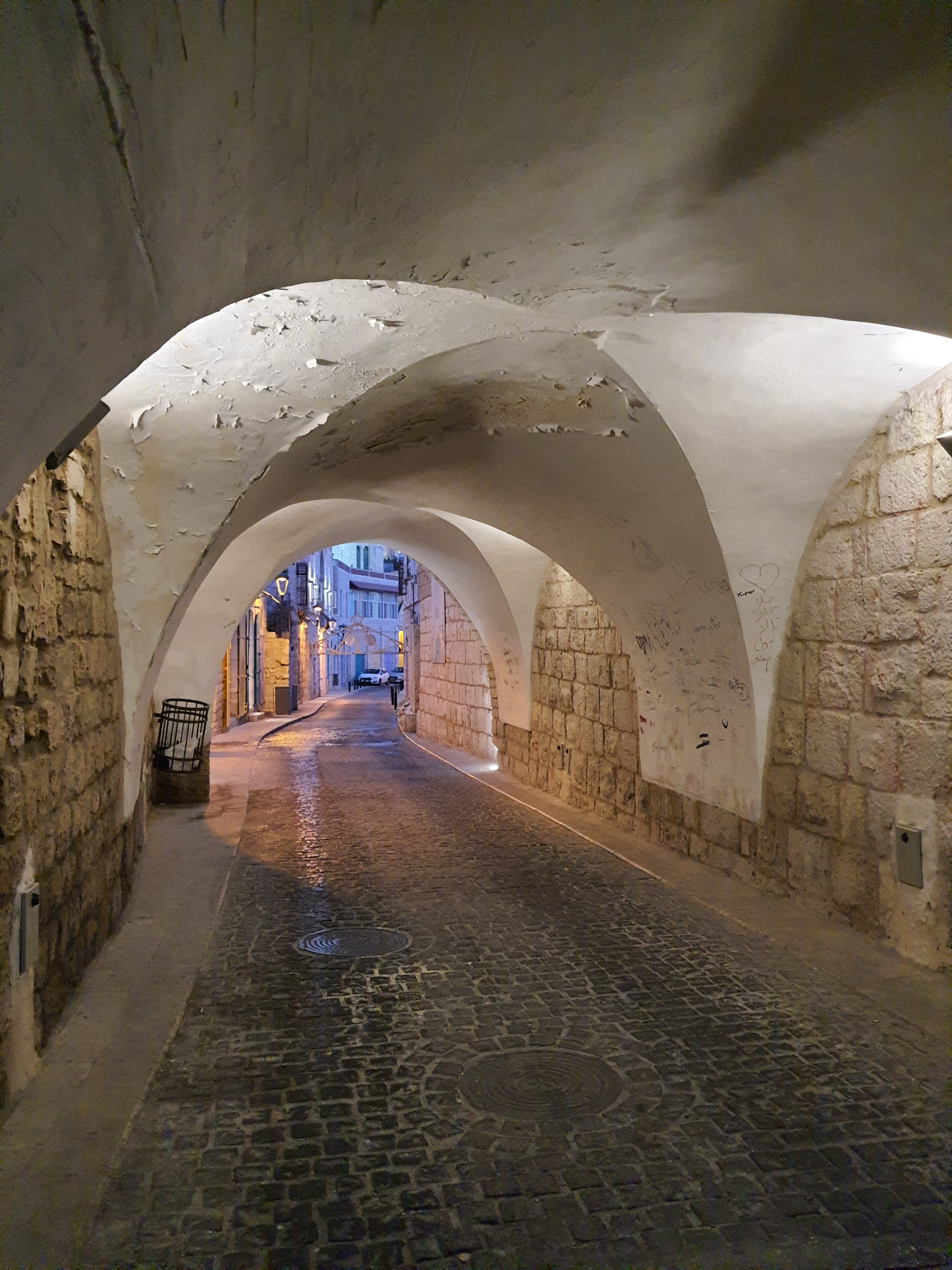
قنطرة في شوارع بيت لحم القديمة

### القبو المائل
في العمارة، القبو المائل (باللغة الايطالية: volta in sbieco)، هو قبو أسطواني بمسقط افقي على شكل متوازي الأضلاع، وحيث الرواسم لا تشكل زاوية 90 درجة مع مستوى القاعدة، وعادة ما يتم استخدامه في الجسور المائلة.

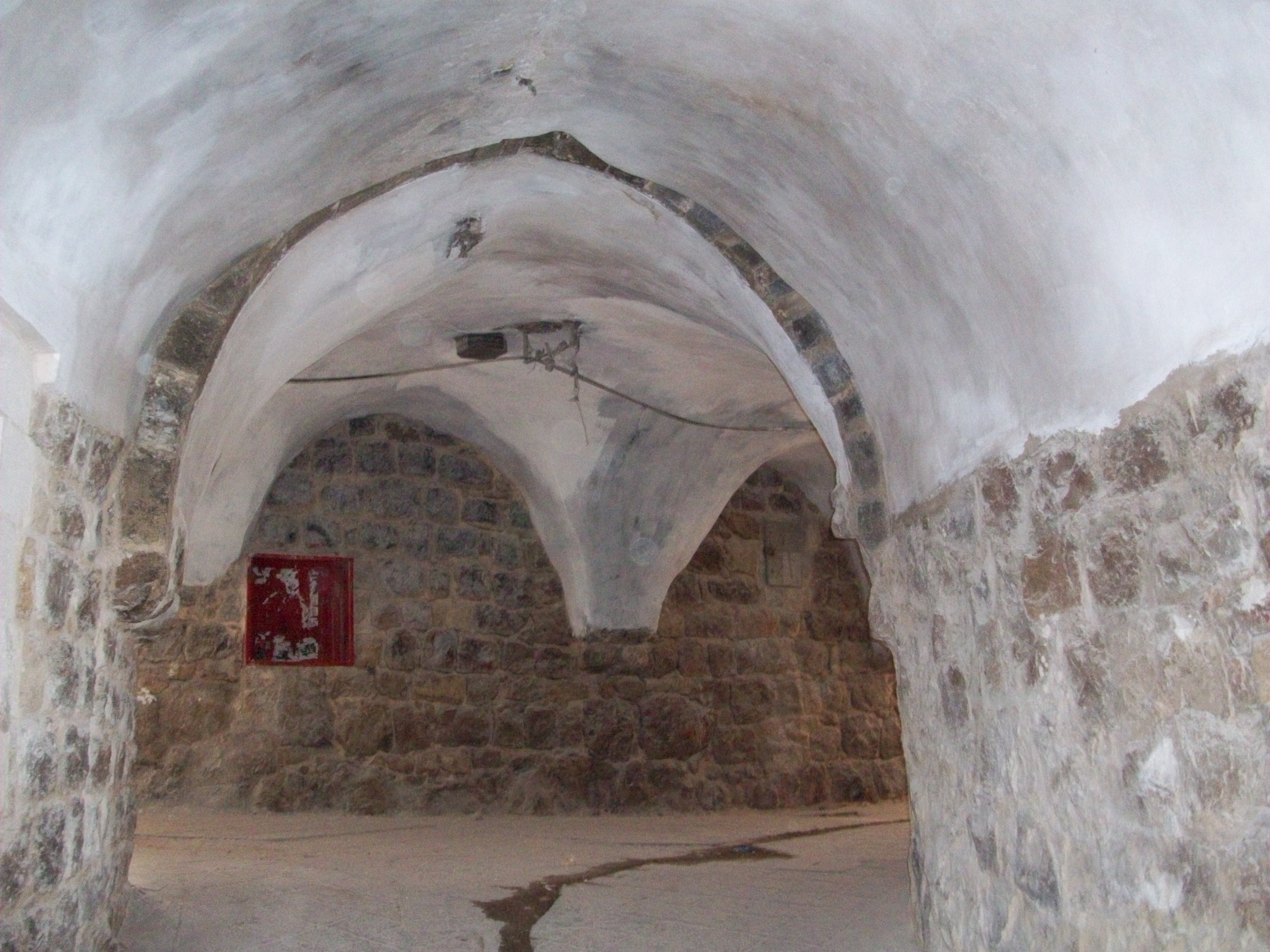
قنطرة في البلدة القديمة في الخليل

## القبة
القباب ربما كانت أول هيكل أنشائي إستخدمه الإنسان، توجد آثار بيوت دائرية مقببة تحت الأرض في منطقة الهلال الخصيب والجزيرة الفراتية ترجع إلى الألفية الثامنة قبل الميلاد، كما أن هناك آثارا أخرى منتشرة في حوض البحر المتوسط. بقيت القباب صغيرة نسبيا مقارنة بالأهرام والزقورات والقبوات حتى العصر الروماني حين تمكنوا من اختراع الخرسانة وبالتالي تخفيف الأحمال الناتجة من القباب الضخمة فبنوها كبيرة وفخمة وعالية.
بعد الإسلام وسع العرب استخدام القباب خصوصا في المساجد والمباني الفخمة كدور الخلافة وغيرها حتى أصبحت إحدى العلامات المميزة للعمارة العربية والإسلامية وحتى يكاد لا يخلو مسجد من قبة.

## العقد أو الباكية أو القبو المتقاطع

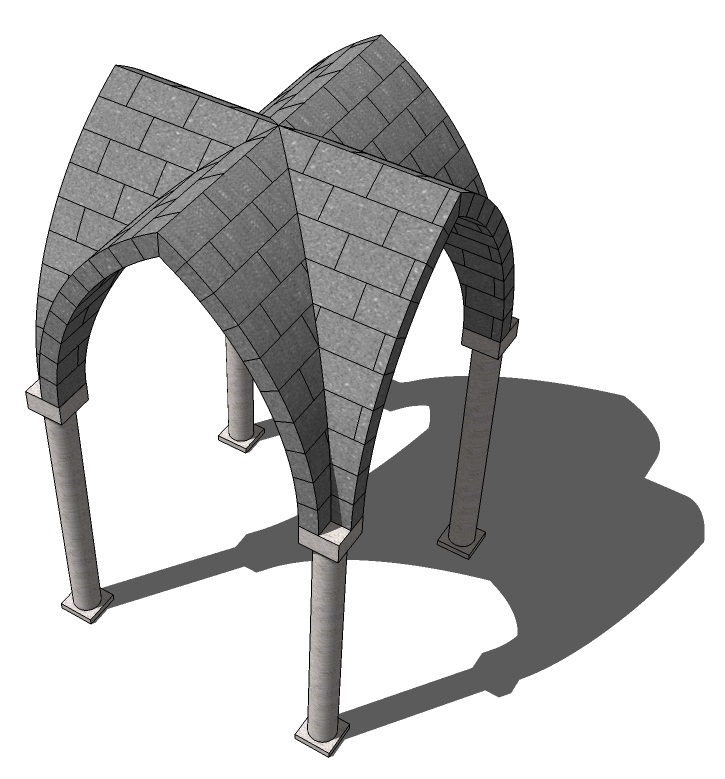
مثال العقد من الموسوعة البريطانية.

العقد هو قبوان طويلان متصالبان يكونان منطقة تقاطع مركزية، الشائع في الدول العربية هو أن يكون مقطع العقد مدور إلا أنه يمكن أن يكون على شكل قوس مدبب.
مقارنة بالقبو، يوفر العقد عادة المواد ويختصر الوقت والعمالة كما أنه يوفر قوة إضافية كونه عبارة عن تقاطع قبوين. تنقل الأحمال عن طريق الجوانب الناتجة عن التقاطع إلى أربعة نقاط في الزوايا الأربعة للعقد وبهذا تنتفي الحاجة إلى جدار على الجانبين لنقل الأحمال.
استعمله العرب منذ فترات ما قبل الإسلام واستخدم في المباني العامة خاصة وبيوت الأغنياء حيث أن كلفته كانت عالية لصعوبة بناءه. ظل استخدامه شائعا حتى القرن التاسع عشر حين انتشرت بعض أساليب البناء خصوصا العقادة ثم في القرن العشرين انتشر بناء السقوف الخرسانية المسلحة.

## القبو المتصالب في الهندسة الوصفية
ينتج القبو المتصالب من تقاطع اثنين من الاسطح المخروطية (بما في ذلك الاسطوانة كحالة خاصة للمخروط) بشرط ان يكونا متساويين ومحاورهما متحدة المستوى. بشكل عام، خط التقاطع بين اثنين من الاسطح المخروطية يكون منحنى ثلاثي الابعاد، لأن يشارك انحناءات السطحين؛ لكن في بعض الأحيان يكون مستويا، وهذا يحدث، في حالة وجود مستويين متماسين لهما.

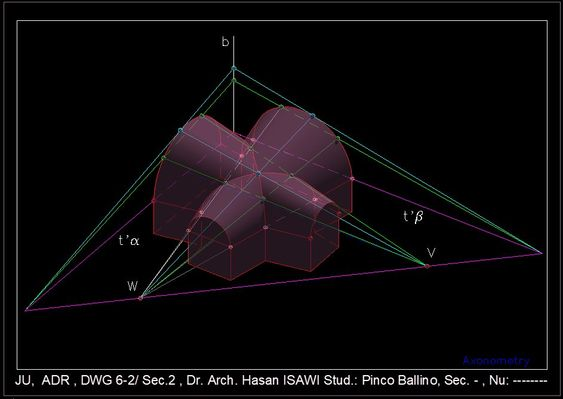
قبو مخروطي متصالب.

## روابط خارجية
- علم الاظهار - أساسيات وتطبيقات الهندسة الوصفية / ماريو دوتشي.

Scienza della Rappresentazione - Fondamenti e applicazioni della geometria descrittiva by Mario DOCCI